# Tata Young
Tata Young (taj. ทาทา ยัง), właśc. Amita Marie Young (taj. อมิตา มารี ยัง; ur. 14 grudnia 1980) – tajska piosenkarka, aktorka, modelka i tancerka. Ma pochodzenie amerykańsko-tajskie.
Śpiewem interesowała się od dzieciństwa. W wieku 11 lat wzięła udział w lokalnym konkursie wokalnym (Thailand Junior Singing Contest), który wygrała. Następnie podpisała kontrakt z agencją Yamaha Music Management. W wieku 14 lat związała się z wytwórnią Grammy Entertainment. W 1995 roku wydała swój debiutancki album pt. Amita Tata Young, który w ciągu pięciu miesięcy od premiery miał się sprzedać w nakładzie miliona egzemplarzy.
Kolejne albumy piosenkarki również były sukcesami komercyjnymi. Do 2005 roku sprzedała łącznie ok. 12 mln albumów.

## Dyskografia (wybór)
Źródło: .
- Amita Tata Young, 1995.
- Tata 1,000,000 Copies Celebration, 1995.
- 6-2-12, 1996.
- The Red Bike Story, ścieżka dźwiękowa, 1997.
- Amazing Tata, 1997.
- Tata Remix, 1998.
- The Very Best of Tata, 2000.
- Real TT, 2003.
- Real Love, 2004.
- I Believe, Toshiba EMI, 2004.
- Dhoom Dhoom, ścieżka dźwiękowa, King, 2004.
- Dangerous Tata, Sony, 2005.
- Best of Tata Young, 2006.
- Temperature Rising, Sony BMG, 2006.